# قناة حنبعل
قناة حنبعل أو تلفزة حنبعل أو حنبعل  هي أول قناة خاصة في تاريخ الإعلام التونسي، تم إطلاقها في 13 فيفري 2005 من قبل رجل الأعمال التونسي العربي نصرة ومقرها في مدينة سكرة من ولاية أريانة التي تعتبر الضاحية الشمالية لتونس العاصمة، وتحمل القناة اسم القائد القرطاجي الشهير حنبعل.
تبث هذه القناة فضائيا على النايل سات وعربسات كما أنها تتمتع بحق البث الأرضي يغطي قرابة 60% من الأراضي التونسية كتونس العاصمة وضواحيها ومنطقتي الساحل والوطن القبلي وتشمل 44% من سكان البلاد ولكن هذا البث الأرضي لا يطال مثلا ولاية صفاقس وولايات الجنوب الأخرى على عكس القنوات العمومية الوطنية 1 والوطنية 2 التي تغطي كامل تراب الجمهورية.
انطلاقة قناة حنبعل الخاصة كانت متعثرة، وكادت القناة في بعض الفترات أن تغلق أبوابها بعد فترة قصيرة من انطلاقها لأسباب عدة من أهمها الصعوبات التي واجهتها في العمل الميداني، إلا أنه وبعد ثلاث سنوات اكتسبت هذه القناة مكانة هامة عربيا وإقليميا وخاصة في تونس وليبيا نظرا لتميز برامجها وقرب محتواها من المواطن التونسي والعربي، أما أنجح برامجها حسب استطلاعات الرأي فهو برنامج الحوار الرياضي «بالمكشوف»، كما تتمتع برامج «هذا أنا» و«الرابعة» و«في دائرة الضوء» و«المسامح كريم» و«الصراحة راحة» بمشاهدة مرتفعة.
وأصبحت هذه القناة الأكثر مشاهدة في تونس في سنة 2007، ومنذ بداية سنة 2008 صارت مداخيلها من الإشهار أكثر من من مداخيل القنوات التونسية العمومية تونس 7 وتونس 21 مجتمعة.
في 23 فبراير 2007 وقع باعث القناة على وثيقة تعاون مع المؤسسة الاعلامية الفرنسية فرانس تيليفيزيون التي تضم كل القنوات الحكومية الفرنسية وذلك بهدف جلب المعلنين الأجانب.
ونظرا للتطور الملحوظ الذي شهدته قناة حنبعل فانه تمت إضافة قناة ثانية تحت اسم حنبعل الشرق يوم 13 فبراير 2008 وهي متخصصة في المسلسلات وذلك احتفالا بالذكرى الثالثة من انطلاق عمل القناة الأم وقناة ثالثة هي قناة حنبعل الفردوس في أول أيام رمضان 2008 وهي قناة دينية ، كما اعتزم صاحب القناة بعث ثلاث قنوات أخرى متخصصة واحدة رياضية وأخرى موسيقية وثالثة وثائقية وذلك على مراحل ضمن باقة قنوات حنبعل ولكن وقع التراجع عن هذه القنوات بعد أزمة لحقت هذه القناة.
ونجحت القناة في أغسطس 2008 في الفوز بحقوق بث مباريات كأس تونس لكرة القدم وحقوق بث أهم مباراة في كل جولة من بطولة الرابطة التونسية المحترفة الثانية لكرة القدم وحق دخول الملاعب للتصوير مع إمكانية بث 3 دقائق تختارها من كل مباراة من بطولة الرابطة التونسية المحترفة الأولى لكرة القدم، بينما فازت القنوات العمومية تونس 7 وتونس 21 بحق بث أهم مبارتين من كل جولة من بطولة الرابطة التونسية المحترفة الأولى لكرة القدم وكل مباريات المنتخبات الوطنية لكرة القدم لكل الأعمار والجنسين، ولم تسند بعض أقساط حقوق البث التي لا تزال في دائرة المنافسة بين مختلف القنوات التونسية بما أن كراس شروط المناقصة اشترط أن لا تباع حقوق البث لقناة غير تونسية لاقصاء قنوات شبكة راديو وتلفزيون العرب اي ار تي والجزيرة الرياضية من السباق وذلك بهدف عدم حرمان المواطن العادي من مشاهدة كرة القدم المحلية بصفة مجانية، مع العلم أن الحقوق المذكورة تعود كلها للموسم الرياضي 2008 - 2009 ولكن القناة لم تحاول الفوز بهذه الحقوق لموسم 2010 والتي ضفرت بها مؤسسة التلفزة التونسية واكتفت حنبعل بالمفاوضة على حقوق بث لقطات من المباريات.

## مواضيع ذات علاقة
- قنوات تلفزية تونسية

## وصلات خارجية
لم يتم العثور على روابط لمواقع التواصل الاجتماعي.

- الموقع الرسمي